# إدغار دينيس
إدغار دينيس (بالإسبانية: Edgar Denis)‏ (11 ديسمبر 1969 بأسونسيون في باراغواي - ) هو مدرب كرة قدم ولاعب كرة قدم باراغواياني في مركز الهجوم. شارك مع منتخب باراغواي لكرة القدم. أما مع النوادي، فقد لعب مع أوداكس إيتاليانو وأوليمبيا أسونسيون وديبورتيفو كالي وشانغهاي غرينلاند شينهوا ونادي أتليتيكو كولون.

## وصلات خارجية
- إدغار دينيس على موقع قاعدة بيانات كرة القدم.إي يو (الإنجليزية)
- إدغار دينيس على موقع ناشيونال فوتبول تيمز (الإنجليزية)